# Sauk Centre
Sauk Centre è una città degli Stati Uniti d'America, situata in Minnesota, nella Contea di Stearns. 
Nel 1885 vi nacque lo scrittore Sinclair Lewis, vincitore del premio Nobel.